# Go Harder
Go Harder è un singolo del rapper statunitense Future, pubblicato il 28 novembre 2011 come secondo estratto del primo album in studio Pluto.

## Composizione
All'interno del brano, Future parla di argomenti legati a tutti gli ostacoli che ha dovuto superare nella sua vita e alla determinazione che lo ha portato al successo.